# Strymon sylvinus
Strymon sylvinus är en fjärilsart som beskrevs av Jean Baptiste Boisduval 1852. Strymon sylvinus ingår i släktet Strymon och familjen juvelvingar. Inga underarter finns listade i Catalogue of Life.